# Athanase Conen de Saint-Luc
Pour les autres membres de la famille, voir famille Conen de Saint-Luc.
Athanase Conen de Saint-Luc ou Athanase Marie Stanislas François de Sales de Saint-Luc, né à Rennes le  15 janvier 1769 et mort à Quimper le 30 mai 1844 fut à 5 reprises député entre 1815 et 1830 et à six reprises préfet entre 1811 et 1830.

## Biographie
Descendant de la famille des Conen de Saint-Luc originaire de la région de Saint-Brieuc, Athanase Conen de Saint-Luc est le plus jeune des sept enfants de Gilles de Conen de Saint-Luc (1721-1794), conseiller au Parlement de Bretagne, et de Françoise Marie du Bot (née le 17 juillet 1743 au château du Bot en Quimerc'h, décédée en 1794).  Ses parents, son frère ainé et sa sœur Victoire de Saint-Luc, religieuse au couvent des Dames de la Retraite à Quimper, furent guillotinés le 19 juillet 1794. Un autre frère fut fusillé le 31 juillet 1795 à Vannes. Athanase, émigré, hérite du château du Bot, qu'il va habiter après son retour d'émigration. 
Il se marie le 13 mai 1804 à Quimper avec Jeanne Rose de Plœuc (née le 16 janvier 1786 à Plobannalec, décédée le 30 décembre 1859 au manoir du Bot en Quimerch). Le couple a eu deux enfants : Fortuné Athanase Jean Marie (né le 1er janvier 1808 au château du Bot en Quimerch, décédé le 27 octobre 1848 à Nantes) et Henri Marie (né le 15 août 1817 à Saint-Brieuc, décédé le 2 juillet 1866 à Château-Gontier).

## Carrière politique et administrative
Après avoir servi comme officier de marine, être rentré d'émigration et s'être tenu dans l'expectative sous l'Empire, Athanase de Conen de Saint-Luc fut nommé préfet du Finistère sous la Restauration. Il est aussi élu député du Finistère le 22 août 1815, par 92 voix (170 votants, 240 inscrits), siégeant dans la majorité de la Chambre introuvable. Pendant les règnes de Louis XVIII et de Charles X, il est à nouveau nommé préfet, successivement des Côtes-du-Nord (3 mai 1816), du Lot (9 janvier 1822), du Loir-et-Cher (27 juin 1823), de la Creuse (22 novembre 1828), et de la Mayenne (2 avril 1830). D'autre part, il appartint, de 1820 à 1830, au côté droit de la Chambre des députés. Le 13 novembre 1820, le collège de département des Côtes-du-Nord l'avait une première fois élu par 145 voix sur 219 votants et 238 inscrits : le même collège lui confirma ce mandat le 6 mars 1824. Aux élections du 17 novembre 1827, le comte Conen de Saint-Luc devint député du 3e arrondissement électoral du Finistère (Châteaulin), avec 65 voix sur 94 votants, et 104 inscrits) contre 23 à M. Legogal-Toulgoët. Il venait d'être réélu, le 23 juin 1830 par 47 voix (54 votants, 83 inscrits), quand survint la Révolution de Juillet. Athanase de Conen de Saint-Luc se démit à la fois de ses fonctions administratives et de son mandat de député. Il se retira alors à Quimper et rentra dans la vie privée.

## Honneurs
- Ordre national de la Légion d'honneur[4].
  -  Chevalier de l’Ordre royal de la Légion d'honneur en date du 20 juin 1825[4].
  -  Officier de la Légion Honneur
- Chevalier de l'ordre royal et militaire de Saint-Louis[5]

## Armoiries
| Armes | Famille Conen de Saint-Luc |
| ----- | --- |
|       | D'argent coupé d'or, un lion l'un dans l'autre, armé, couronné et lampassé de gueules. Devise : Qui est sot a son dam Couronne : de marquis Supports : deux lions * Il y a là non-respect de la règle de contrariété des couleurs : ces armes sont fautives. |

## Tombe
- La chapelle funéraire de la famille du Bot alliée au Conen de Saint-Luc à Quimerc'h, construite en 1880, contient la pierre tombale d'Athanase Conen de Saint-Luc, mort en 1844[7].

## Sources
- « Athanase Conen de Saint-Luc », dans Adolphe Robert et Gaston Cougny, Dictionnaire des parlementaires français, Edgar Bourloton, 1889-1891 [détail de l’édition]